# PR-HU 48
El PR-HU 48 es una ruta de pequeño recorrido en la Ribagorza, provincia de Huesca, Aragón, España. Empieza en Roda de Isábena (enlace con el GR-18.1) y acaba en Merli.
El recorrido total son 8,5 km, en torno al valle del Isábena. Las altitudes durante el recorrido oscilan entre los 750 m s. n. m. en el barranco Congustro y los 1390 en Roda de Isábena.
Enlaza el sendero de Gran Recorrido (GR) GR-18.1.
| Municipios | Localidades     | Localidades |
| ---------- | --------------- | ----------- |
| Isábena    | Roda de Isábena | GR-18.1     |
| Isábena    | Merli           |             |